# Iglesia católica en República Centroafricana

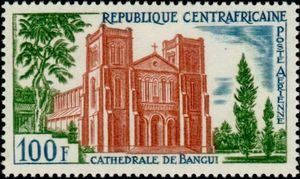
Seño postal con la catedral de Benguí que es la arquidiócesis de Republica Centroafricana.

La Iglesia católica está presente en la República Centroafricana con cerca de 900 000 católicos.

## Diócesis
En la República Centroafricana existe una metrópolis - la Metrópolis de Bangui, la cual posee una archidiócesis y nueve diócesis:
- Bangui
  - Alindao
  - Bambari
  - Bangassou
  - Berbérati
  - Bossangoa
  - Bouar
  - Kaga–Bandoro
  - Mbaïki